# آزا-
پیشوند آزا-(Aza-) در شیمی آلی برای اشاره به نام ترکیبات آلی استفاده می شود که در آن اتم کربن با اتم نیتروژن جایگزین می شود. اصطلاح "دآزا-"(deaza-) زمانی است که نیتروژن از بین می رود و معمولاً یک اتم کربن در جای آن قرار می گیرد.

آنتراسن
آکریدین آنالوگ آزا-آنتراسن